# Uppgårdstjärnen, Jämtland
Uppgårdstjärnen är en sjö i Krokoms kommun i Jämtland och ingår i Indalsälvens huvudavrinningsområde. Sjön har en area på 0,12 kvadratkilometer och ligger 348,9 meter över havet.

## Delavrinningsområde
Uppgårdstjärnen ingår i det delavrinningsområde (702466-142928) som SMHI kallar för Mynnar i Indalsälvens vattendragsyta. Medelhöjden är 338 meter över havet och ytan är 12,36 kvadratkilometer. Det finns inga avrinningsområden uppströms utan avrinningsområdet är högsta punkten. Vattendraget som avvattnar avrinningsområdet har biflödesordning 2, vilket innebär att vattnet flödar genom totalt 2 vattendrag innan det når havet efter 218 kilometer. Avrinningsområdet består mestadels av skog (63 procent) och jordbruk (16 procent). Avrinningsområdet har 0,23 kvadratkilometer vattenytor vilket ger det en sjöprocent på 1,9 procent.